# 屈塞
屈塞（法語：Cusset，法語發音：[ky.sɛ]），法国中部城市，奥弗涅-罗讷-阿尔卑斯大区阿列省的一个市镇，隶属于维希区，其市镇面积为31.93平方公里，2022年1月1日时人口数量为13,329人，是该省人口第五多的市镇，在法国城市中排名第764位。
屈塞位于阿列省东南部，维希市区以东，是维希附近人口最多的卫星城。

## 地名来源

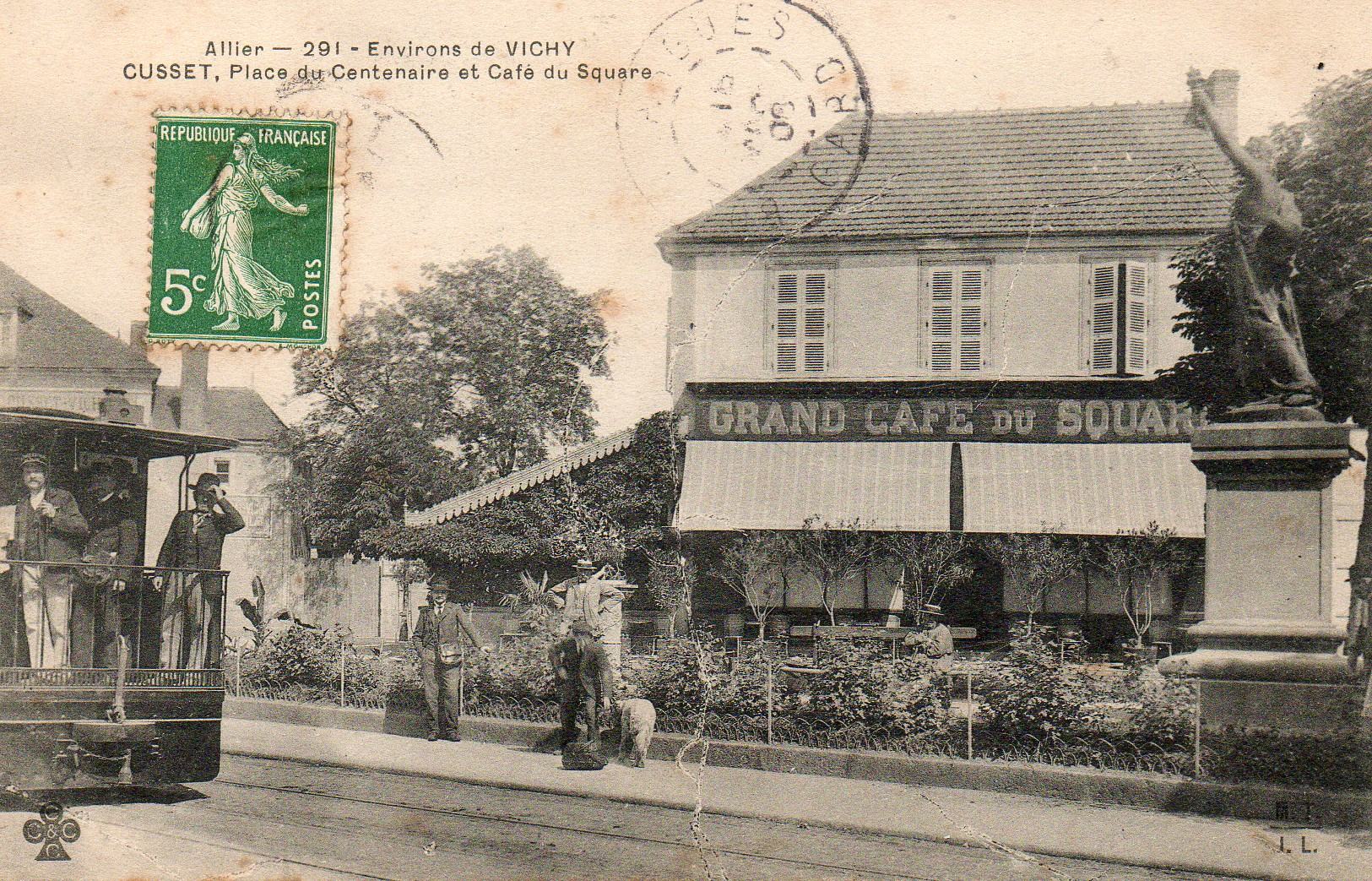
20世纪初连接维希和屈塞之间的有轨电车

“屈塞”一名最初出现于公元886年，以的形式被记载。

## 历史
屈塞历史上长期为一处普通村落，中世纪时曾有教堂出现。1440年7月24日，查理七世与路易十一在此签订《屈塞条约》，结束了法兰西王室内的布拉格里叛乱。此后，路易十一将此地建为一座军事要塞。18世纪末，当地曾爆发加贝尔税抗议游行。法国大革命后，屈塞成为阿列省的一个市镇，并在1790至1800年间为一个地区行署。18世纪末，与屈塞相邻的维希因温泉而得到发展，人口数量超过屈塞。1895年至1927年间，屈塞和维希之间曾有有轨电车运行。二战后，屈塞发展成为维希的一个卫星城。

## 地理

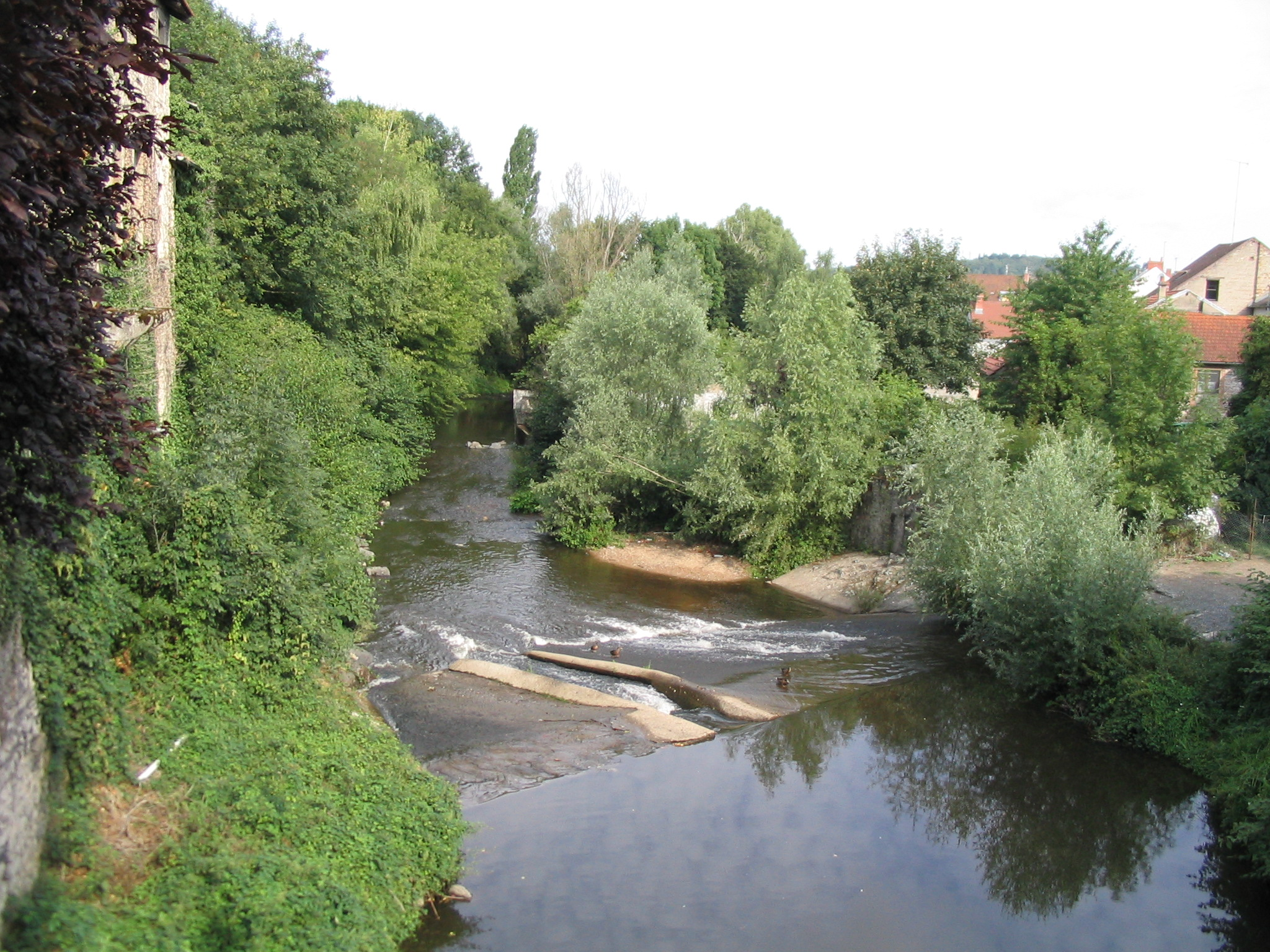
流经屈塞的锡雄河

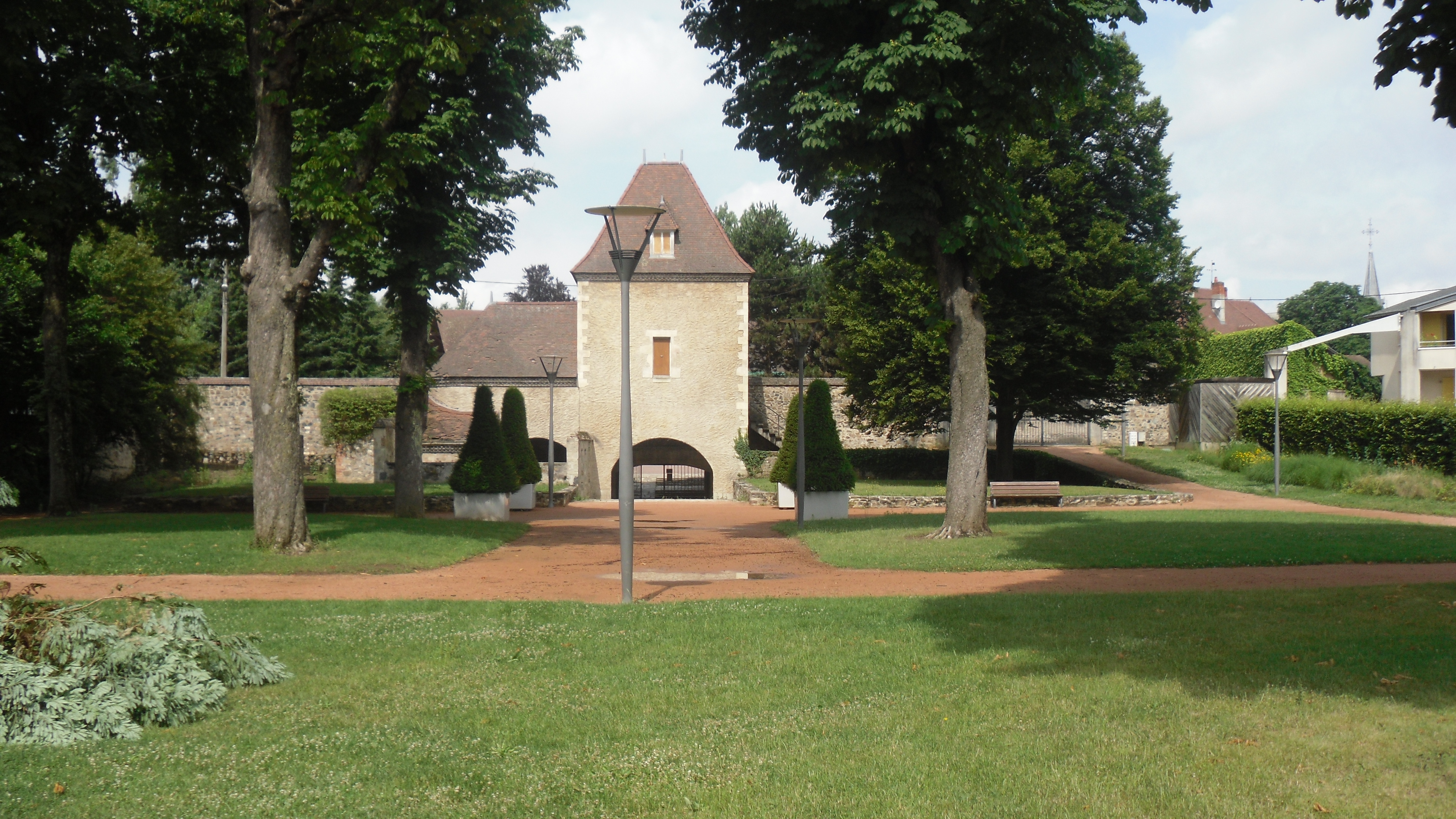
昂德罗公园

屈塞位于法国中部，奥弗涅-罗讷-阿尔卑斯大区西北部和阿列省东南部，距离省会穆兰大约57公里。与屈塞接壤的市镇包括：博斯、比塞、新克勒济耶、旧克勒济耶、莫勒、圣艾蒂安德维克、勒韦尔内、维琪。

### 地形
屈塞位于利马涅平原北部，市区南侧为约5公里外即进入中央高原地形区。屈塞境内东南高西北低，部分区域有较为明显的高差，全境海拔在255到483米之间。

### 水文
阿列河的右岸支流锡雄河自东向西流经境内。

### 植被
屈塞属于温带落叶林区，勒尚邦公园（Parc du Chambon）是当地主要的绿地公园。

### 气候
屈塞在柯本气候分类法中属于温带海洋性气候，维希境内设有气象站。

## 行政区划
屈塞是法国奥弗涅-罗讷-阿尔卑斯大区阿列省的一个市镇，编号为03095，隶属于维希区和维希城市圈公共社区，管理屈塞县。
法国国家统计与经济研究所（简称）在进行数据统计时，将屈塞划入维希城市核心区和维希城市区。同时，还将屈塞市镇分为了6个“块区”（IRIS），以便于统计人口分布情况。

## 交通

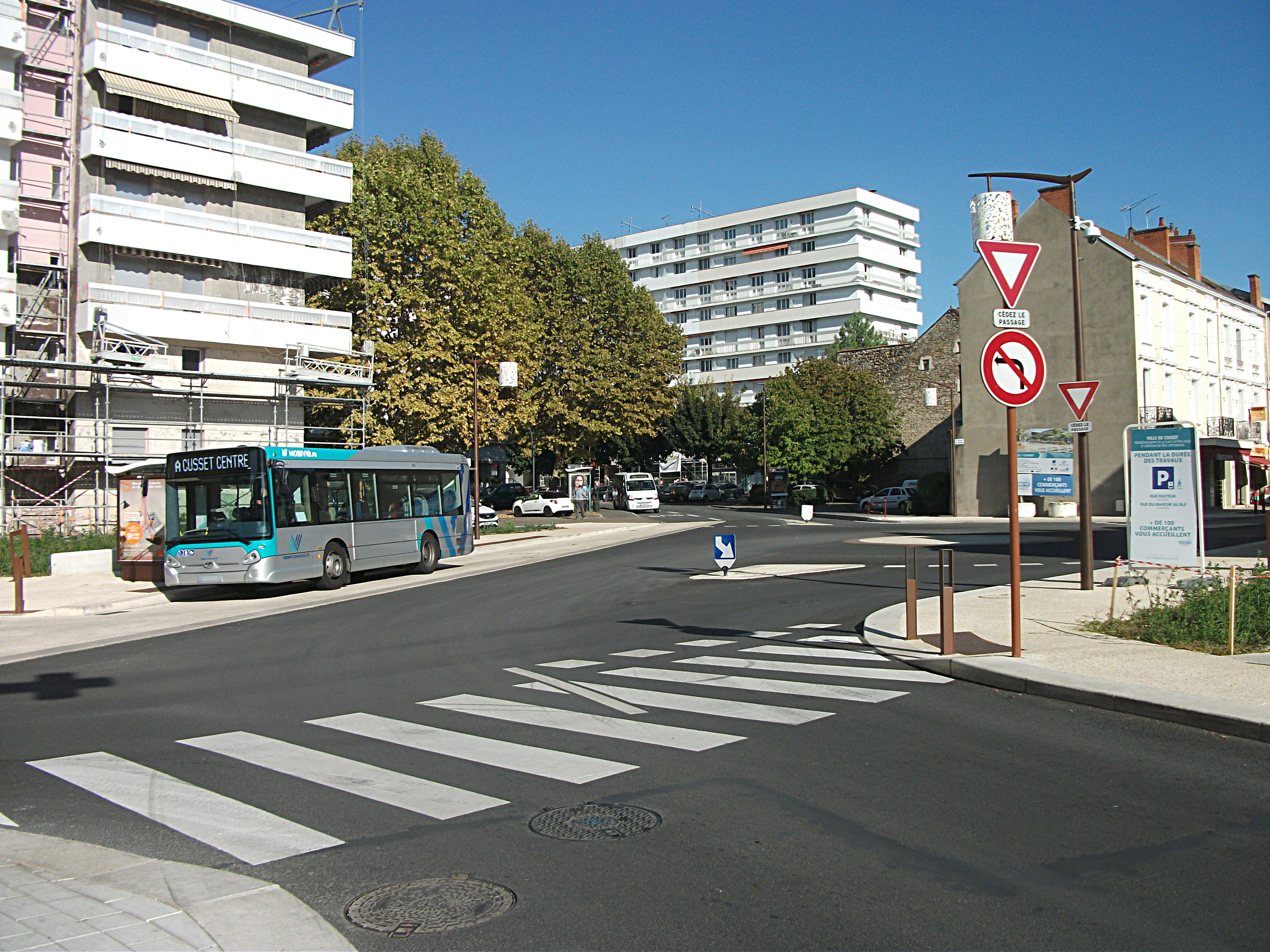
途径屈塞的公共汽车

### 公路
多条阿列省省道在屈塞境内交汇。
2017年，70.9%的屈塞家庭拥有至少一辆的私人汽车。2018年，屈塞境内共发生各类交通事故6起，造成1人遇难，5人受伤。

### 铁路
屈塞境内设有一处铁路货场，通过支线铁路与圣日耳曼代福塞－尼姆铁路连接。
距离屈塞最近的客运铁路车站为维希站，该站停靠往返于巴黎和克莱蒙费朗之间的城际列车，以及前往克莱蒙费朗、里昂和讷韦尔三个方向的区域列车，少量班次可直达第戎及伊苏瓦尔。

### 航空
距离屈塞最近的民用航空站为克莱蒙费朗-欧尔纳机场，距离维希市中心的公路里程约54公里。

### 城市公共交通
屈塞为维希城市公共交通（商业名称为）的覆盖范围。截至2020年10月，该系统共包括8条公交线路，其中4条线路经过屈塞境内。

## 政治

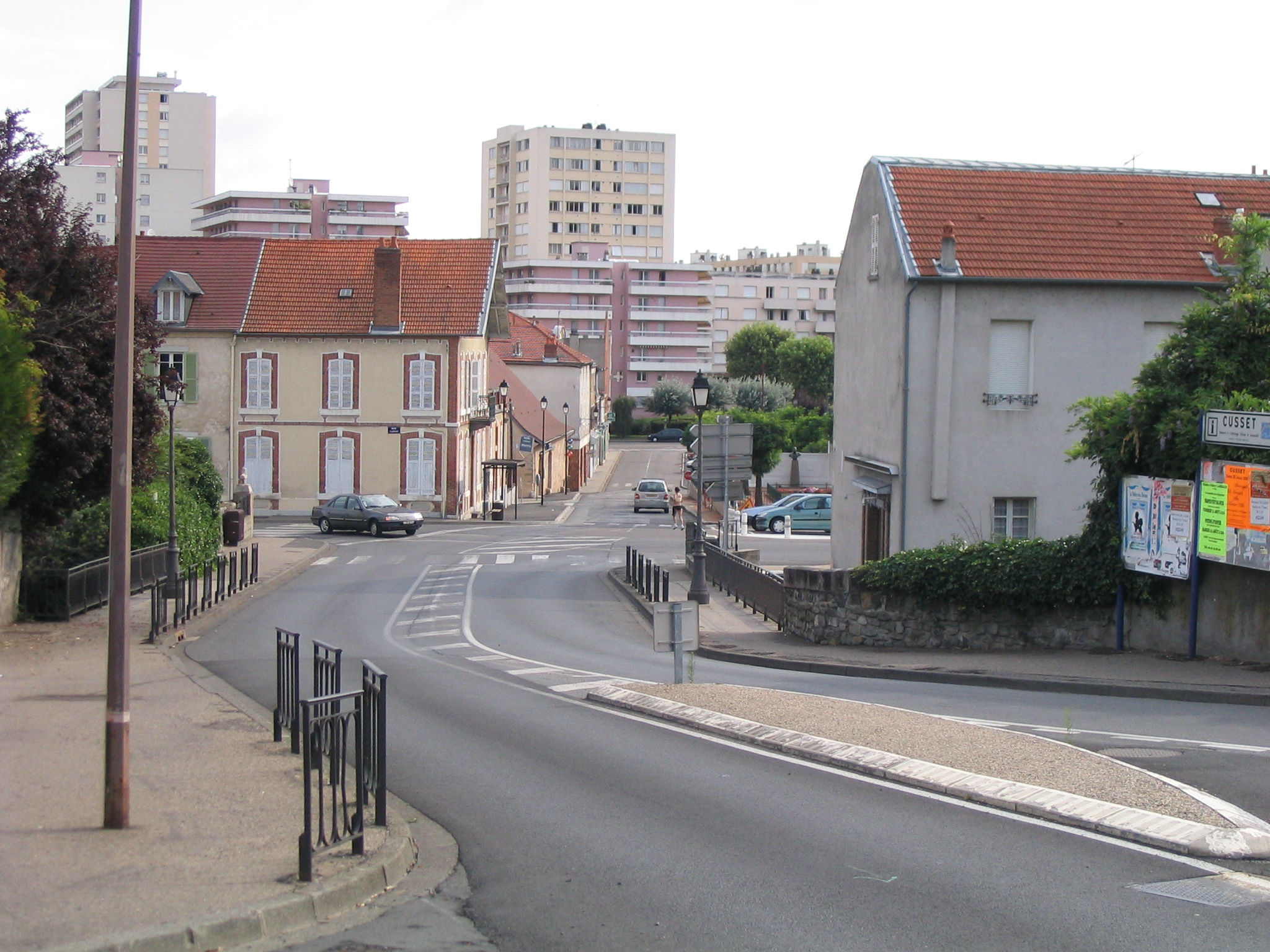
屈塞市中心

屈塞的现任市长为让-塞巴斯蒂安·拉卢瓦先生（Jean-Sébastien Laloy），他是共和党的一名成员，在2020年的市政选举中获得了69.99%的支持率。
在2017年的法国总统大选中，法国第25任总统埃马纽埃尔·马克龙在屈塞获得了65.62%的支持率。

## 人口
2017年，屈塞市镇人口数量为12,661，在法国排名第764位。其中男性5,744人，女性6,917人，75岁及以上人口占11.1%，外籍人口数量为2,813人，人口密度为397人/平方公里，当地居民被称为（男性）或（女性）。2018年，屈塞境内出生85人，死亡人口201人。
| 年份   | 1936  | 1946  | 1954   | 1962   | 1968   | 1975   | 1982   | 1990   | 1999   | 2006   | 2011   | 2016   | 2017   |
| ------ | ----- | ----- | ------ | ------ | ------ | ------ | ------ | ------ | ------ | ------ | ------ | ------ | ------ |
| 人口數 | 9,026 | 9,728 | 10,405 | 11,468 | 13,117 | 13,685 | 14,355 | 13,567 | 13,385 | 13,414 | 13,525 | 12,757 | 12,661 |

## 经济
屈塞是一个区域性的中心城市，当地共有各类用人单位1,514家，其中98.25%为中小型企业（PME），平均历史为16年，行政、医疗及社会服务是当地的主要就业岗位类型。

## 财政收入
2018年，屈塞的财政收入总额为14,571,500欧元，财政支出总额为14,555,800欧元，当年的债务总额为15,921,500欧元。
2014年，屈塞的人均收入总额为2,461欧元，其中高职人员为4,396欧元，普通职员为1,772欧元。
2017年，屈塞境内的青壮年（15至64岁）失业率为18.7%，当地36.5%的家庭拥有纳税资格。

## 社会事务

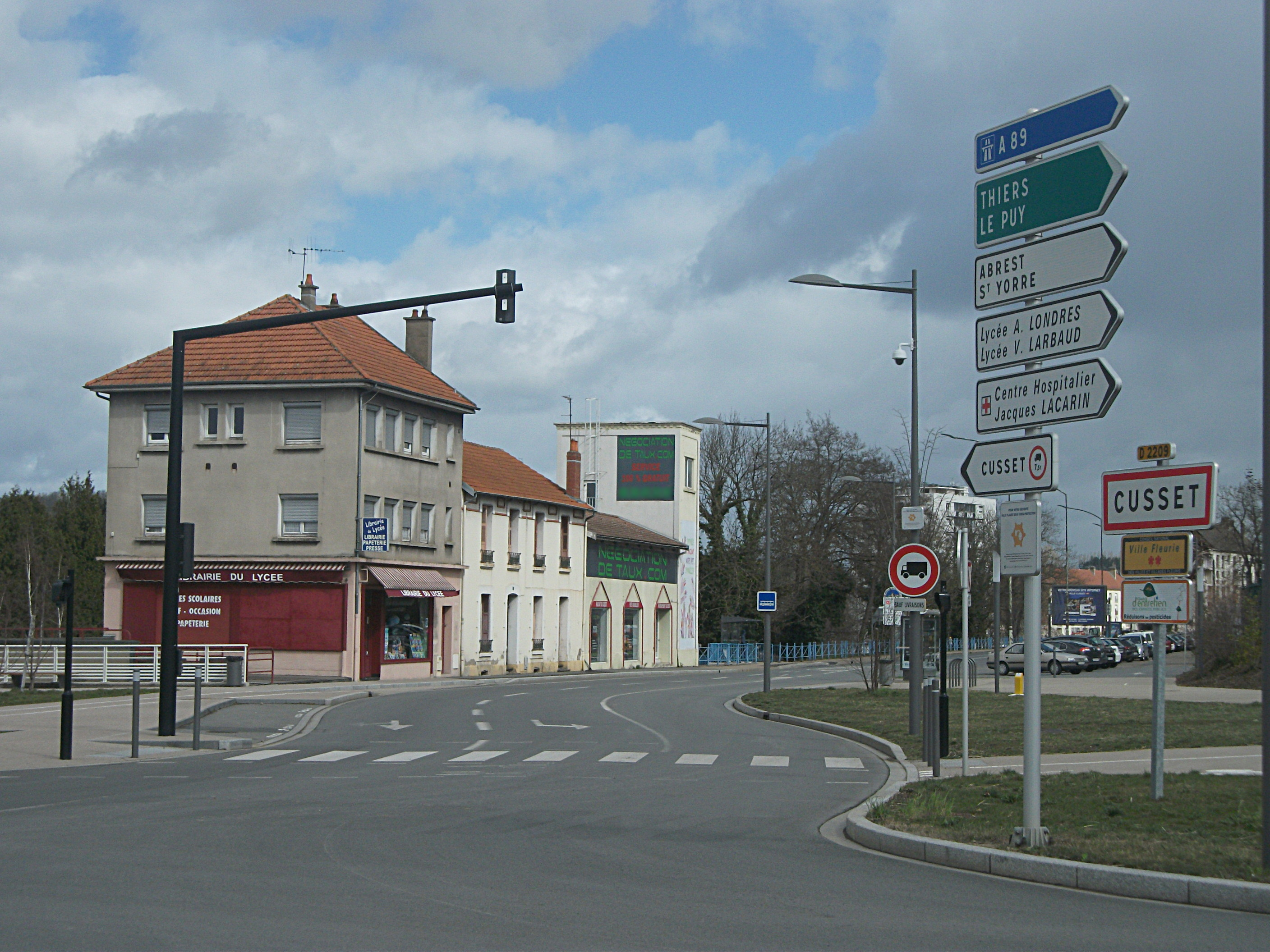
屈塞入城口

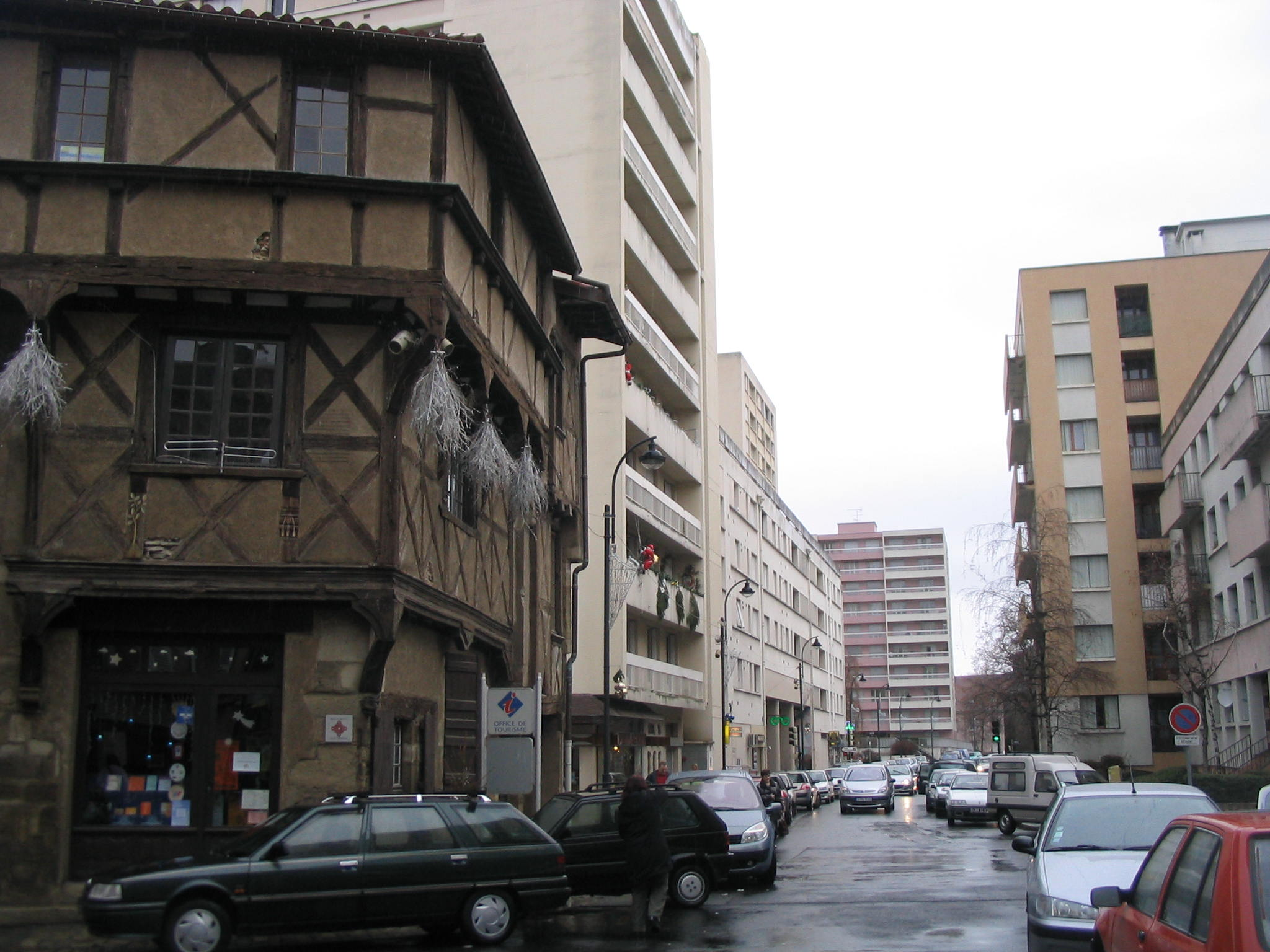
甘必大街

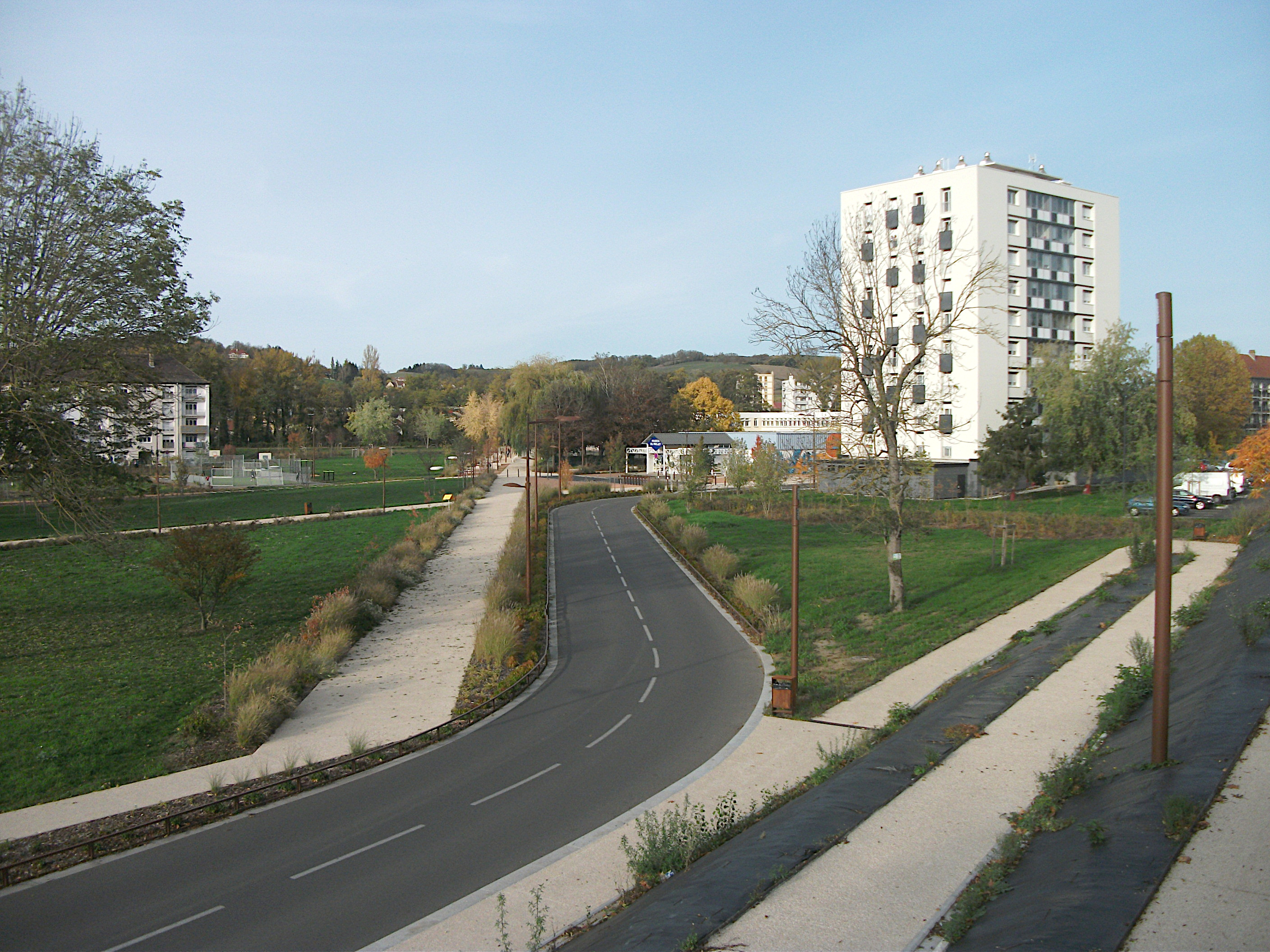
普雷勒街区

### 教育
屈塞属于克莱蒙费朗学区。截止2019年1月1日，屈塞境内共有1所幼儿园、5所小学、2所初级中学、3所普通高中和1所职业高中。2018至2019学年度，屈塞境内共有在校中等教育阶段学生4,182名。

### 医疗
截止2019年1月1日，屈塞境内共有全科医生12名、保健师22名、牙医5名、护士27名、眼科医生4名、助产士1名和妇科医生0名。境内共有药房5家、养老院2家、残疾人帮扶中心2家。
距离屈塞中心医院为维希中心医院（Centre Hospitalier de Vichy），后者是法国的一个区域性医疗机构，其主病区雅克·拉卡兰医院（Centre Hospitalier Jacques Lacarin）位于维希市区，与屈塞接壤，设有床位823个，是当地规模最大的公立综合性医院。

### 住房
2017年，屈塞境内共有各类住房7,241套，其中57.6%为独立式居民区，主要分布于市区中部；42.1%为集中式居民区，主要分布于市区西南部。常住房屋占屈塞市镇范围内居民建筑总量的86.5%。

### 商业
2018年，屈塞境内共有各类商铺724家，其中餐饮服务类333家。市区西北部建有大型开放式商业街区。

### 体育
2019年，屈塞境内共有1家游泳池、5间体育馆、2座综合体育场、6处网球场、4处足球或橄榄球场以及1处篮球或排球场。
屈塞体育俱乐部（S.C.A Cusset Football）是当地的一支足球队，2020至2021赛季参加奥弗涅-罗讷-阿尔卑斯大区足球联赛。

### 环境
屈塞的环境事务由其所属的公共社区负责。2018年，屈塞境内共有4家污染企业。

### 治安
2014年，屈塞及附近地区共发生各类案件2,857起，其中盗窃类案件1,649起，经济类案件443起，毒品交易类案件185起。

## 文化

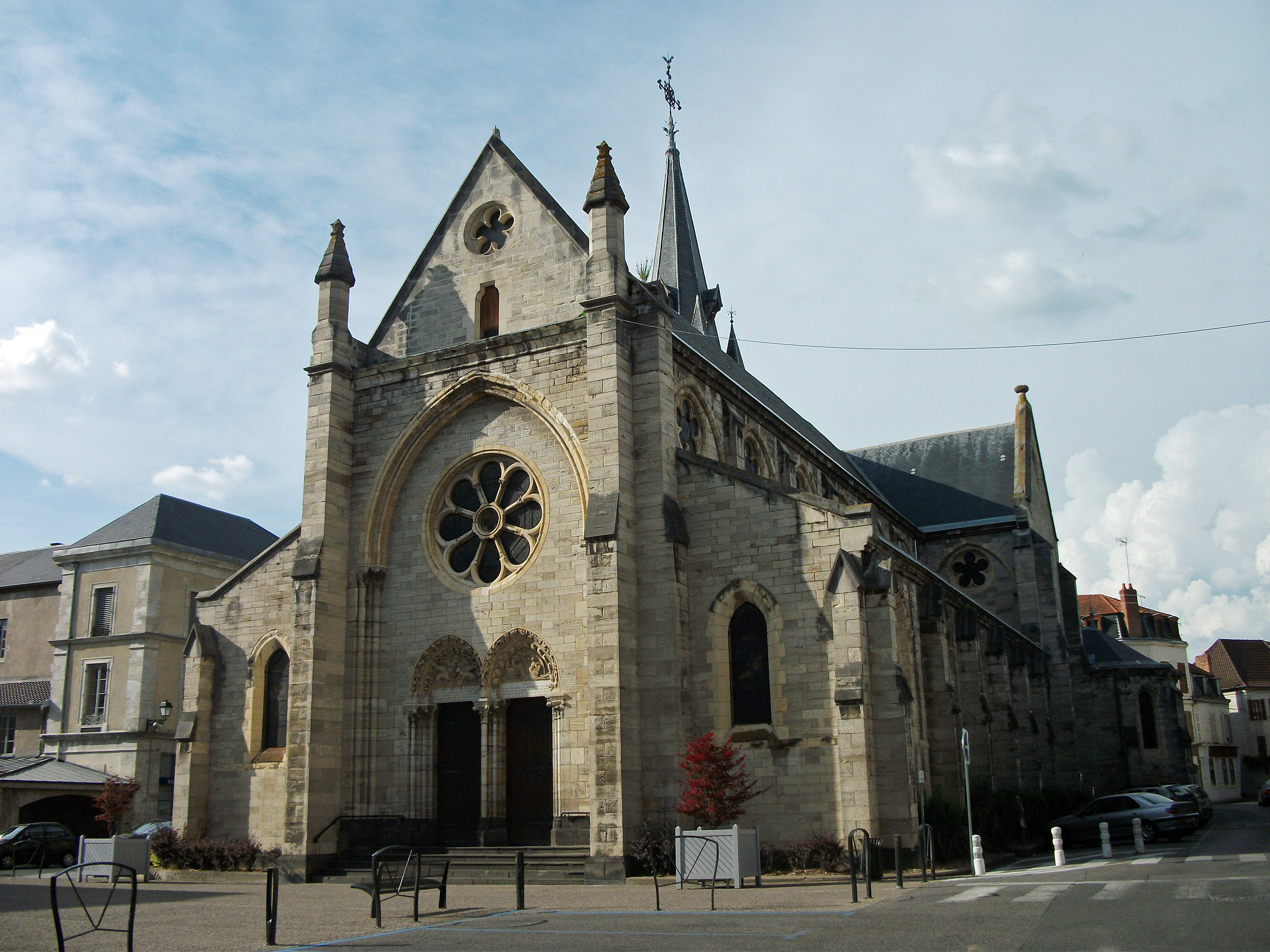
屈塞圣萨蒂南教堂

2019年，屈塞境内共有1家剧场。屈塞市政府提供多媒体中心，向公众全年开放。

### 建筑
屈塞境内有多处法国国家文物保护单位，其中屈塞木屋、屈塞圣萨蒂南教堂等为当地的代表性建筑物。

### 旅游
屈塞的旅游事务由其所属的公共社区负责。2020年，屈塞境内暂无任何注册酒店。

### 媒体
法国主要的媒体均可在屈塞接收，法国电视三台下属的奥弗涅-罗讷-阿尔卑斯大区频道在部分时段播出屈塞所属区域的地方新闻。

## 相关人物

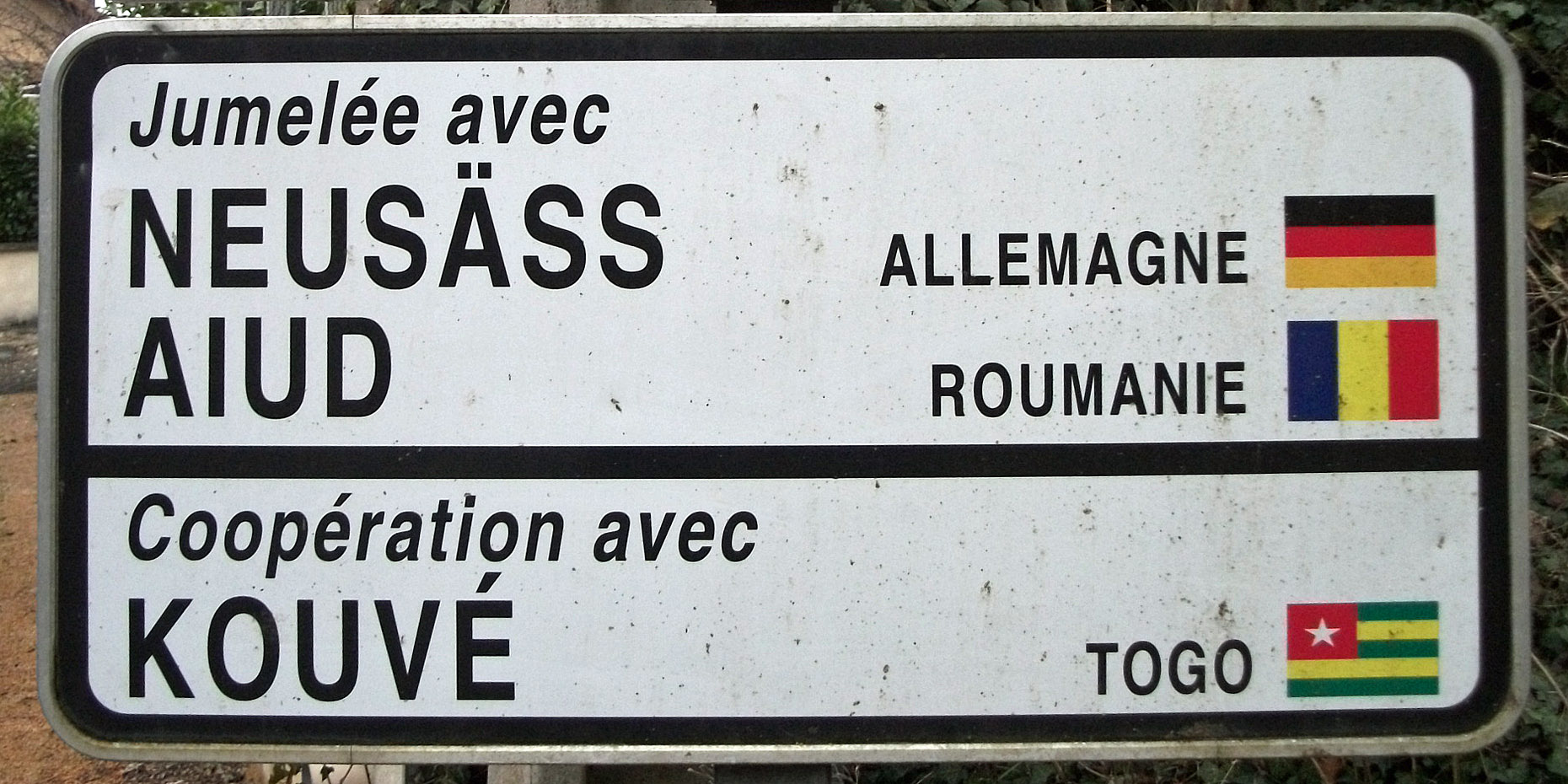
屈塞友好城市指示牌

法国政治人物让-皮埃尔·马瑟雷出生于屈塞。

## 友好城市
截至2020年11月，屈塞共与两座城市互为友好城市关系：
- 德国 诺伊塞斯
- 羅馬尼亞 阿尤德

此外，屈塞还与多哥城市Kouvé有合作交流关系。